# Лакруш
Лакруш (устар. Абшехвира) — река в России, протекает по территории Адыгеи и Краснодарского края. Устье реки находится в 53 км по левому берегу реки Псефири. Длина реки — 14 км, площадь водосборного бассейна — 29,9 км². Имеет левый приток — реку Абшехвира.

## Данные водного реестра
По данным государственного водного реестра России относится к Кубанскому бассейновому округу, водохозяйственный участок реки — Лаба от впадения реки Чамлык и до устья. Речной бассейн реки — Кубань.
Код объекта в государственном водном реестре — 06020000912108100004071.